# Matam
Matam è una città del Senegal, capoluogo della regione e del dipartimento omonimi.

## Geografia fisica
Sorge nella parte nordorientale del Paese, sulla sponda sinistra del fiume Senegal, circa 400 chilometri ad est di Saint-Louis. Le città più vicine città sono Diamela (4 km a nord-est) e Navel (4 km a sud). Il clima della città è tropicale, piuttosto caldo e secco (→ vedi climogramma) con una breve stagione delle piogge estiva e una lunga stagione secca invernale dominata dagli influssi delle masse d'aria sahariane.

## Storia
Matam venne fondata come forte nel 1512 da Boubou Farba Samba Gaye per proteggere i possedimenti dalle tribù indigene e controllare la navigazione sul fiume Senegal. Nel 1918 vi fu istituita una scuola francese.

## Popolazione
Gli abitanti di Matam appartengono per la maggior parte all'etnia peul, in maggioranza di religione islamica. La popolazione della città, intorno ai 17.000 abitanti nel 2010, è variata come segue:
- 1998: 10.722 abitanti;
- 2002: 14.620 abitanti;
- 2010: 17.145 abitanti.